# Die Ideale

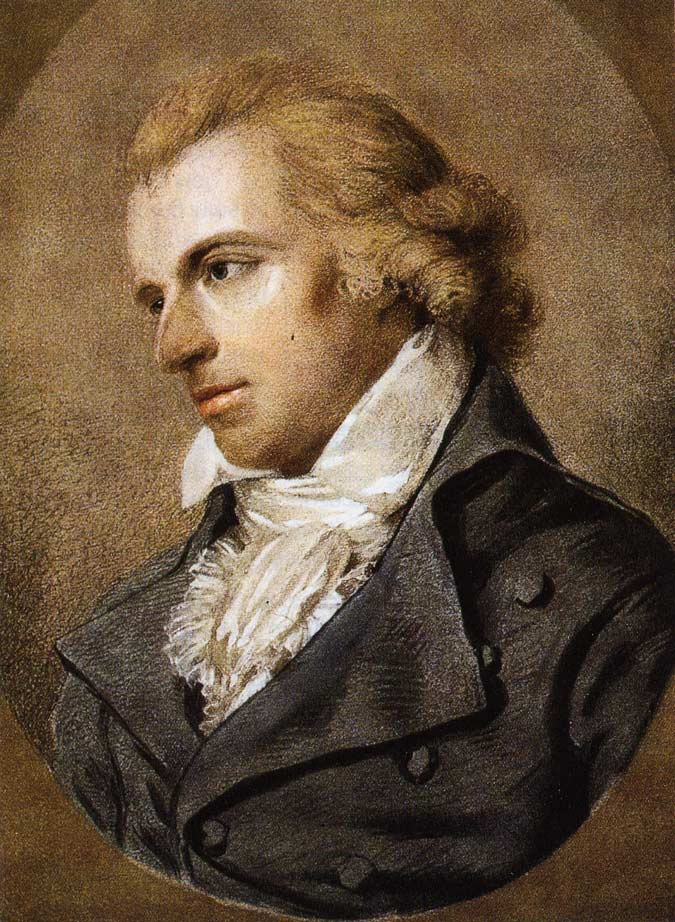
Para compor Die Ideale Liszt tomou inspiração em versos de Friedrich Schiller.

Die Ideale (Os Ideais), S.104, é um dos treze poemas sinfónicos de Franz Liszt, composto de 1849 a 1854. É o número 12 dos seus poemas sinfónicos, escritos durante o seu período em Weimar.
A obra foi inspirada por versos de Schiller (dos seus Poemas filosóficos). Liszt pensara escrever uma sinfonia com três movimentos, mas decidiu-se por um movimento único, amplo e com várias seções - cada uma um excerto do poema de Schiller.

## Estrutura
Começa com um Andante em ré menor, expressivo e sombrio, cheio do pessimismo schilleriano. Depois, um Allegro spirituoso em fá menor faz alternar vários episódios em contraste, antes de uma apoteose conclusiva.
Raramente tocada nos dias de hoje, a peça foi estreada no Teatro da Corte de Weimar em 5 de setembro de 1857, sob direcção de Liszt. O tempo de execução ronda os 27 minutos, pelo que é o mais longo dos poemas sinfónicos de Liszt.